# شهرستان ویندهام (ورمانت)
شهرستان ویندهام واقع در ایالت ورمانت است. جمعیت این شهرستان بر اساس سرشماری سال ۲۰۱۰ آمریکا ۵۶۶۷۰ نفر گزارش شده‌است. مرکز شهرستان ویندهام، شهر نیوفین است.این شهرستان در سال ۱۷۷۹ تحت نام شهرستان کامبرلند بنیانگذاری شد و در سال ۱۷۸۱ به نام فعلی اش تغییر نام داد.